# Wimbledon 1959
De 73e editie van het Britse grandslamtoernooi, Wimbledon 1959, werd gehouden van maandag 22 juni tot en met zaterdag 4 juli 1959. Voor de vrouwen was het de 66e editie van het graskampioenschap. Het toernooi werd gespeeld bij de All England Lawn Tennis and Croquet Club in de wijk Wimbledon van de Britse hoofdstad Londen. De titels in het enkelspel werden gewonnen door Alex Olmedo en Maria Bueno.
Op de enige zondag tijdens het toernooi (Middle Sunday) werd traditioneel niet gespeeld.
Het toernooi van 1959 trok 284.865 toeschouwers.

## Belangrijkste uitslagen
Mannenenkelspel

Finale: Alex Olmedo (Peru) won van Rod Laver (Australië) met 6-4, 6-3, 6-4 
Vrouwenenkelspel

Finale: Maria Bueno (Brazilië) won van Darlene Hard (VS) met 6-4, 6-3 
Mannendubbelspel

Finale: Roy Emerson (Australië) en Neale Fraser (Australië) wonnen van Rod Laver (Australië) en Bob Mark (Australië) met 8-6, 6-3, 14-16, 9-7 
Vrouwendubbelspel

Finale: Jeanne Arth (VS) en Darlene Hard (VS) wonnen van Beverly Fleitz (VS) en Christine Truman (VK) met 2-6, 6-2, 6-3 
Gemengd dubbelspel

Finale: Darlene Hard (VS) en Rod Laver (Australië) wonnen van Maria Bueno (Brazilië) en Neale Fraser (Australië) met 6-4, 6-3 
Meisjesenkelspel

Finale: Joan Cross (Zuid-Afrika) won van Doris Schuster (Oostenrijk) met 6-1, 6-1 
Jongensenkelspel

Finale: Toomas Leius (Sovjet-Unie) won van Ronald Barnes (Brazilië) met 6-2, 6-4 
Dubbelspel bij de junioren werd voor het eerst in 1982 gespeeld.

## Toeschouwersaantallen
|           |        | Eerste week |         | Tweede week |
| --------- | ------ | ----------- | ------- | ----------- |
| Maandag   |        | 22.568      |         | 26.340      |
| Dinsdag   | 22.864 | 24.133      |         |             |
| Woensdag  | 27.555 | 23.258      |         |             |
| Donderdag | 27.312 | 21.471      |         |             |
| Vrijdag   | 27.516 | 17.728      |         |             |
| Zaterdag  | 27.592 | 16.528      |         |             |
| Zondag    | –      | –           |         |             |
| Totaal    |        | 284.865     | 284.865 | 284.865     |

1877 · 1878 · 1879 · 1880 · 1881 · 1882 · 1883 · 1884 · 1885 · 1886 · 1887 · 1888 · 1889 · 1890 · 1891 · 1892 · 1893 · 1894 · 1895 · 1896 · 1897 · 1898 · 1899 · 1900 · 1901 · 1902 · 1903 · 1904 · 1905 · 1906 · 1907 · 1908 · 1909 · 1910 · 1911 · 1912 · 1913 · 1914 · 1915–1918 · 1919 · 1920 · 1921 · 1922 · 1923 · 1924 · 1925 · 1926 · 1927 · 1928 · 1929 · 1930 · 1931 · 1932 · 1933 · 1934 · 1935 · 1936 · 1937 · 1938 · 1939 · 1940–1945 · 1946 · 1947 · 1948 · 1949 · 1950 · 1951 · 1952 · 1953 · 1954 · 1955 · 1956 · 1957 · 1958 · 1959 · 1960 · 1961 · 1962 · 1963 · 1964 · 1965 · 1966 · 1967
↓ open tijdperk ↓
1968 (m-v-md-vd-gd) · 1969 (m-v-md-vd-gd) · 1970 (m-v-md-vd-gd) · 1971 (m-v-md-vd-gd) · 1972 (m-v-md-vd-gd) · 1973 (m-v-md-vd-gd) · 1974 (m-v-md-vd-gd) · 1975 (m-v-md-vd-gd) · 1976 (m-v-md-vd-gd) · 1977 (m-v-md-vd-gd) · 1978 (m-v-md-vd-gd) · 1979 (m-v-md-vd-gd) · 1980 (m-v-md-vd-gd) · 1981 (m-v-md-vd-gd) · 1982 (m-v-md-vd-gd) · 1983 (m-v-md-vd-gd) · 1984 (m-v-md-vd-gd) · 1985 (m-v-md-vd-gd) · 1986 (m-v-md-vd-gd) · 1987 (m-v-md-vd-gd) · 1988 (m-v-md-vd-gd) · 1989 (m-v-md-vd-gd) · 1990 (m-v-md-vd-gd) · 1991 (m-v-md-vd-gd) · 1992 (m-v-md-vd-gd) · 1993 (m-v-md-vd-gd) · 1994 (m-v-md-vd-gd) · 1995 (m-v-md-vd-gd) · 1996 (m-v-md-vd-gd) · 1997 (m-v-md-vd-gd) · 1998 (m-v-md-vd-gd) · 1999 (m-v-md-vd-gd) · 2000 (m-v-md-vd-gd) · 2001 (m-v-md-vd-gd) · 2002 (m-v-md-vd-gd) · 2003 (m-v-md-vd-gd) · 2004 (m-v-md-vd-gd) · 2005 (m-v-md-vd-gd) · 2006 (m-v-md-vd-gd) · 2007 (m-v-md-vd-gd) · 2008 (m-v-md-vd-gd) · 2009 (m-v-md-vd-gd) · 2010 (m-v-md-vd-gd) · 2011 (m-v-md-vd-gd) · 2012 (m-v-md-vd-gd) · 2013 (m-v-md-vd-gd) · 2014 (m-v-md-vd-gd) · 2015 (m-v-md-vd-gd) · 2016 (m-v-md-vd-gd) · 2017 (m-v-md-vd-gd) · 2018 (m-v-md-vd-gd) · 2019 (m-v-md-vd-gd) · 2020 · 2021 (m-v-md-vd-gd) · 2022 (m-v-md-vd-gd) · 2023 (m-v-md-vd-gd) · 2024 (m-v-md-vd-gd)
Lijst van Wimbledonwinnaars · Toernooien per editie